# Jeremy Licht
Jeremy Adam Licht (Los Angeles, 4 gennaio 1971) è un attore statunitense.
Attore bambino, attivo soprattutto durante gli anni ottanta, deve la sua notorietà al ruolo di Mark Hogan nella situation comedy La famiglia Hogan (1986-1991). A parte una breve apparizione in un cortometraggio del 2009, risulta inattivo dal 1993.

## Biografia

### Infanzia e carriera
Ha iniziato la sua carriera abbastanza presto realizzando alcuni spot commerciali per marchi di pannolini e poi vari film, durante i suoi anni giovanili; tra i ruoli più importanti e conosciuti interpretati dall'attore vi è quello di Mark Hogan nella famosa situation comedy La famiglia Hogan (1986 - 1991), guadagnandosi, nel corso degli anni ottanta, l'ammirazione del pubblico nonché varie copertine di riviste per teenager.
Dopo la fine di questa serie televisiva Licht si è dedicato prevalentemente agli studi, frequentando la University of Southern California, dove ha conseguito una laurea.

## Riconoscimenti
Jeremy Licht ha conseguito 5 nomination per gli Young Artist Awards, di cui una nel 1984 riguardante il film Ai confini della realtà (1983), e 4 negli anni dal 1987 al 1990, relativamente alla serie La famiglia Hogan.

## Filmografia parziale
- And Your Name Is Jonah (1979)
- The Seekers (1979)
- C'era una volta una famiglia (Once Upon a Family) (1980)
- The Comeback Kid (1980)
- Grido d'amore (Amore difficile) (A Cry for Love) (1980)
- Vacanze con il padre (Father Figure) (1980)
- The Ordeal of Bill Carney (1981)
- All the Way Home (1981)
- Le acque del Niagara (Lois Gibbs and the Love Canal) (1982)
- The Phoenix, episodio "A Presence of Evil" (1982)
- A cuore aperto (St. Elsewhere), episodio "?" (Samuels and the Kid) (1982)
- Skeezer (1982)
- Bay City Blues (1983), episodi: "Going, Going, Gone"; "Look Homeward, Hayward"
- Ai confini della realtà (Twilight Zone: The Movie) (1983)
- Hotel, episodio "?" ("Deceptions") (1983)
- Jessie (1984)
- CBS Schoolbreak Special, episodio "All the Kids Do It" (1984)
- The Next One (1984)
- Lots of Luck (1985)
- La famiglia Hogan (The Hogan Family) (Valerie's Family) (Valerie) (1986 - 1991)
- FBI: The Untold Stories, episodio "The Miller Extortion" (1993)
- The Closer - cortometraggio (2009)